# Muñeco tradicional japonés

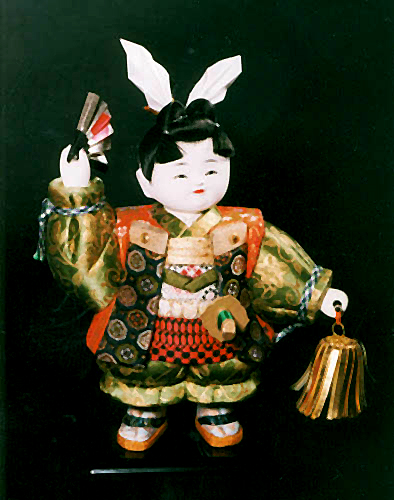
Muñeco tradicional de Momotarō.

El muñeco tradicional japonés o ningyō (人形?) representa la continuidad de una práctica de confección de imágenes humanas desde la antigua cultura Jomon (8000 a. C. - 200 a. C.) y en las figuras funerarias Haniwa en la posterior cultura Kofun.
Existen varios tipos de muñecos japoneses, algunos representan a niños y bebés, algunos a miembros de la Corte Imperial, guerreros y héroes, personajes mitológicos, dioses y (rara vez) demonios, y también personalidades de la vida diaria. Muchos son hechos para ser entregados los templos, como regalos formales o para presentarlos en diversas celebraciones como el Hinamatsuri (Festival de las niñas) o el Kodomo no hi (Festival de los niños).

## Tipos de muñecas

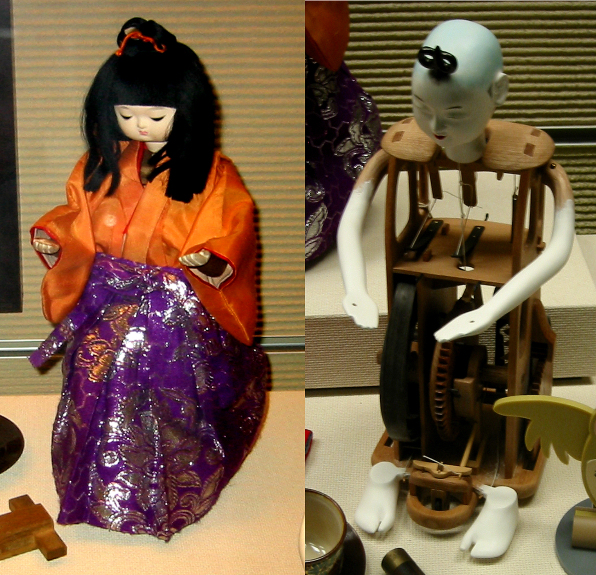
Karakuri.

### Loskarakuri
Los karakuri son muñecas mecánicas.

### Losgosho
Las muñecas gosho tienen una apariencia de bebé. La muñeca gosho original representa a un bebé niño sentado, casi desnudo, con la piel muy blanca, sin embargo existe también gosho vestido, con pelo y complementos. Se los puede encontrar en versión varón o hembra. Eran, originalmente, regalos asociados a la corte imperial: gosho puede traducir por "palacio" o "corte".

### Loshina

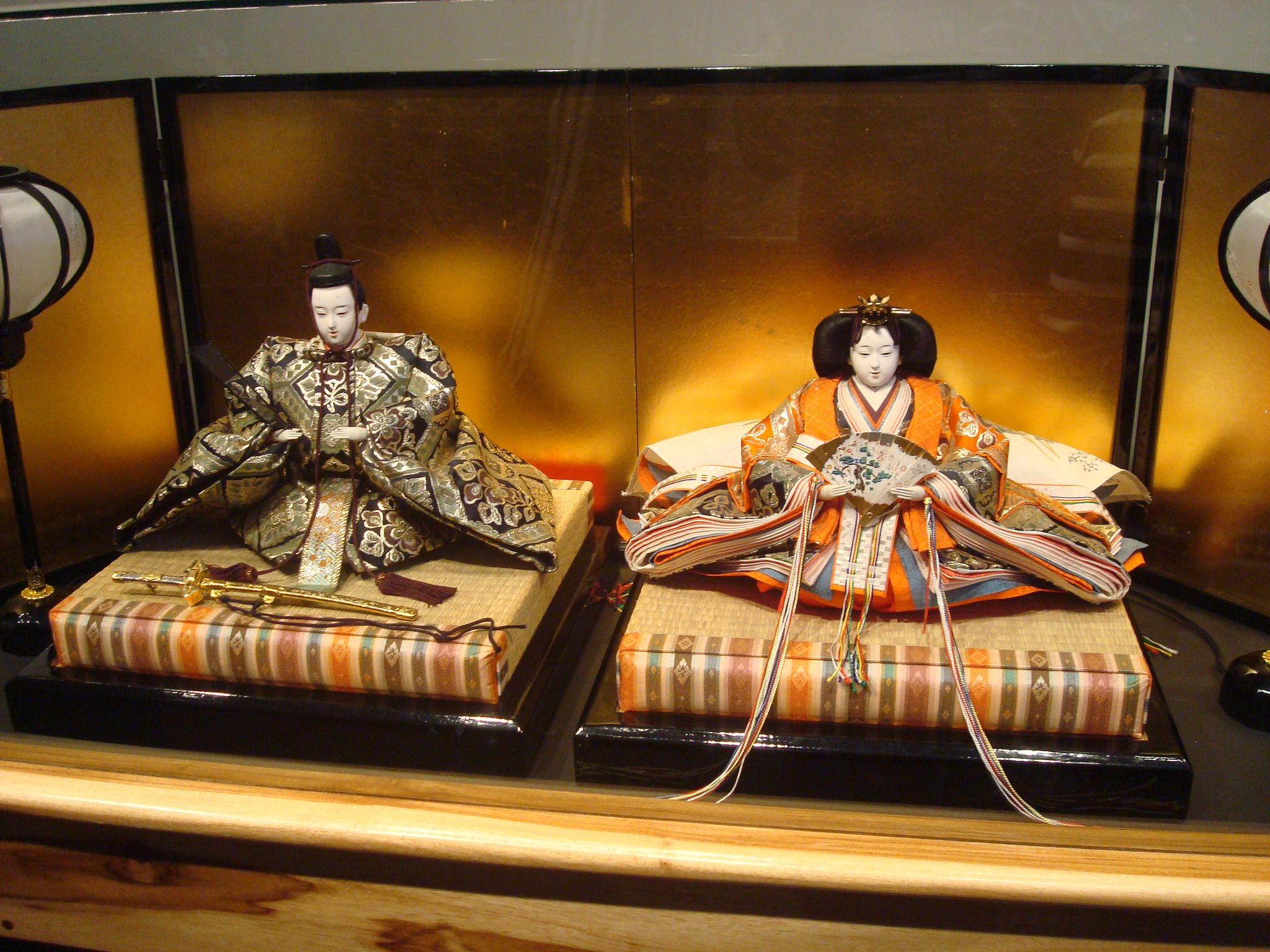
Muñecas hina que representan al emperador y la emperatriz.

Las muñecas hina son las de Hinamatsuri, el festival de muñecas. 
Pueden ser de varios materiales, sin embargo la muñeca "hina" clásica tiene una forma piramidal, con varias capas de textiles, relleno de paja y/o madera, tienen manos recubiertas gofun, ojos fijos de vidrio, y pelo humano o sintético.
El Hinamatsuri o Hina Matsuri (雛祭 o 雛まつり) es el Festival de las Muñecas, que se celebra cada 3 de marzo en Japón. Está dedicado especialmente a las niñas, por lo que también se conoce como Festival de las Niñas. En él, las niñas exponen varias muñecas (ningyō (人形)) vestidas con kimonos tradicionales y quedan situadas en distintos niveles de una plataforma, de hasta 5 a 7 escalones. Estas muñecas representan personajes de la corte imperial de la Era Heian y pasan de generación a generación dentro de la familia. Normalmente sólo se adornan los personajes que representan al Emperador y la Emperatriz. Se suele adornar también con flores de melocotonero.
Un juego completo contiene quince muñecas, cada una representa un personaje especÍfico con muchos complementos (dogu). El juego de base se compone de una pareja de muñecas que representan el emperador y la emperatriz.

### Losmusha
Las muñecas musha representan guerreros o guerreras.
Los materiales utilizados son similares a los de las muñecas "hina", pero la construcción es más complicada porque representan hombres o mujeres sentados, de pie o a caballo. Tienen armadura, casco y armas de papel de color metálico. 
Entre ellos se puede encontrar la representación del emperador Jinmu, de la emperatriz Jingū y Takenouchi con el bebé del emperador.

### Losichimatsu

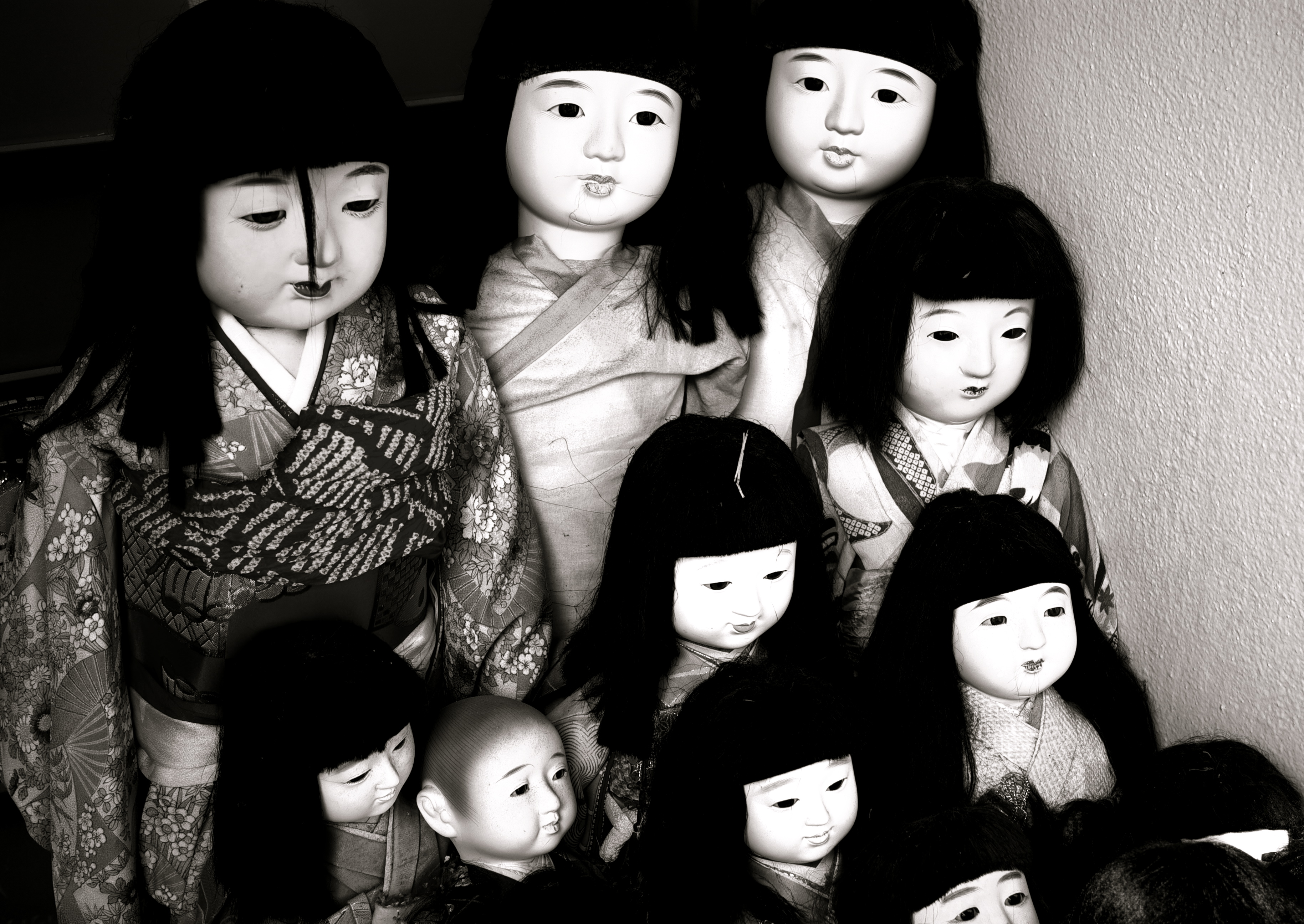
Ichimatsu.

Las muñecas ichimatsu (市松人形) representan niñas o niños, en proporciones correctas y por lo general con la piel y ojos de vidrio de color carne. Los Ichimatsu originales fueron nombrados a partir de un actor de kabuki del siglo XVIII, y deben haber representado un hombre adulto, pero desde finales del siglo XIX, el término se ha aplicado a las muñecas de los niños, por lo general hechas para sostener en los brazos, el vestido, o posar. Las muñecas de bebés con expresiones maliciosas fueron más popular de finales del siglo XIX y principios del siglo XX, pero en 1927 el intercambio amistoso de muñecas supuso la creación de 58 muñecas de 32 pulgadas que representan a niñas pequeñas para ser enviadas como un regalo de Japón a los Estados Unidos. La estética de estas muñecas ha influido a los fabricantes para emular esta especie de niña de aspecto suave y solemne con un elaborado kimono.

### Kimekomiykamo
Las muñecas Kimekomi (ja:木目込人形) son de madera. Los antepasados de los muñecos Kimekomi son las muñecas Kamo ("sauce de madera"), muñecos pequeños tallados en madera de sauce y decoradas con retazos de tela. La palabra Kimekomi se refiere al método de fabricación de estas muñecas. Se comienza con una base tallada y/o moldeado de madera, plástico o espuma (en algunas muñecas modernas). Se planea un diseño de diferentes retazos de tela estampada, y la base está ranurada de modo que los bordes de la tela se pueden ocultar en las ranuras. La tela está pegada en los bordes y metida en la cabeza y las manos (si lo hay) de la muñeca; el cabello puede ser parte de la cabeza moldeada o ser una peluca separada. Estas muñecas se han convertido en un arte muy popular y se pueden comprar juegos con cabezas acabadas. El método también es utilizado por algunos de los fabricantes de muñecas de vanguardia de Japón, que adaptan los viejos materiales a nuevas visiones.

### Laskokeshi

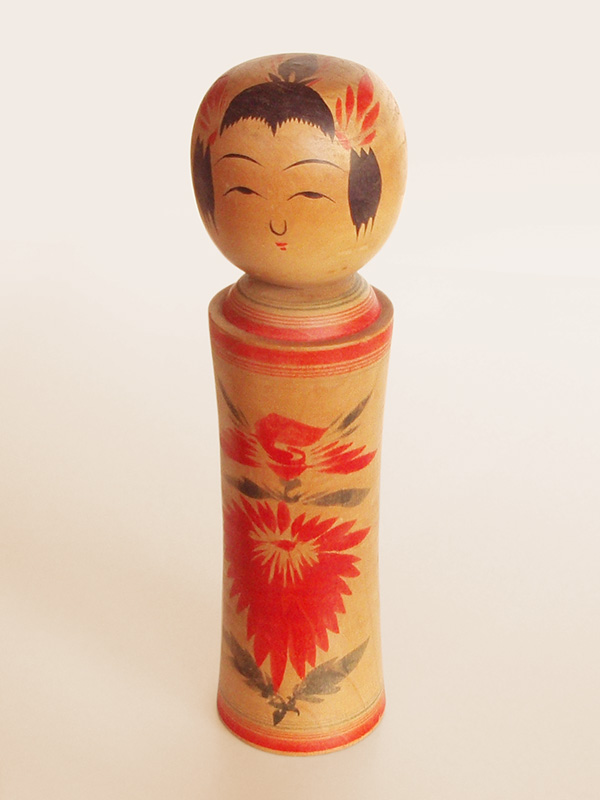
Kokeshi.

Kokeshi (こけし), son unas muñecas tradicionales japonesas, originales de la región Tohoku, al norte de Japón. Hechas a mano con madera se caracterizan por tener un tronco simple y una cabeza redondeada pintada con líneas sencillas para definir el rostro. El cuerpo tiene diseños florales y no tiene ni brazos ni piernas. La parte de abajo está marcada con la firma del artesano.

### Losdaruma

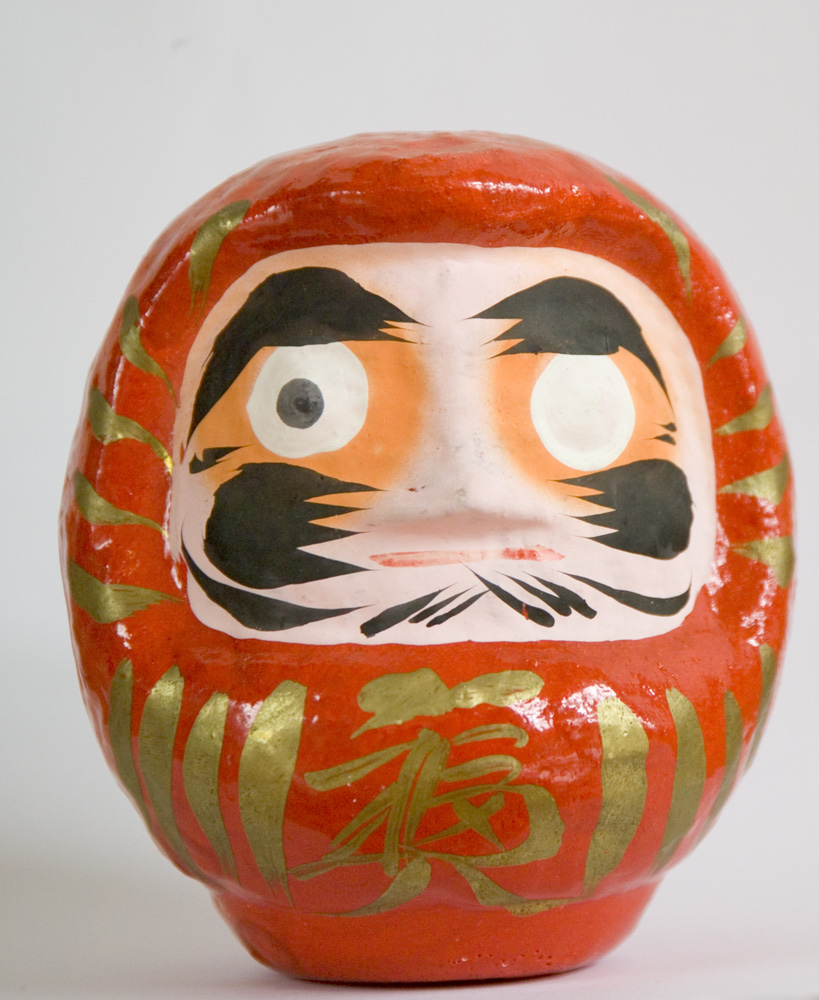
Daruma.

Los muñecos Daruma (en japonés: 達磨) son figuras votivas sin brazos ni piernas y representan a Bodhidharma (Daruma en japonés), el fundador y primer patriarca del Zen. Los colores típicos son rojo, amarillo, verde y blanco. El muñeco tiene una cara con bigote y barba pero sus ojos son blancos del todo.